# Morton Strait
Die Morton Strait (spanisch Estrecho Morton) ist eine Meerenge im Archipel der Südlichen Shetlandinseln. Sie wird im Südwesten durch Snow Island und im Nordwesten durch Rugged Island sowie die Livingston-Insel begrenzt. Die Aim Rocks und der Long Rock liegen innerhalb der Passage.
Der Name taucht erstmals auf einer Karte des britischen Seefahrers James Weddell aus dem Jahr 1825 auf und ist seither etabliert.